# Escudo de Cundinamarca
El Escudo de Cundinamarca es el principal emblema y uno de los símbolos oficiales del departamento colombiano de Cundinamarca. Fue diseñado por Antonio Nariño, en su calidad de presidente del Estado Libre e Independiente de Cundinamarca y legislado el 17 de julio de 1813; su uso por el Estado se extendió hasta 1815, cuándo luego del término de la guerra entre federalistas y centralistas fue reemplazado por el de las Provincias Unidas de Nueva Granada. Durante la Gran Colombia el escudo de Nariño rigió para toda la nación durante un corto periodo; luego dicho escudo fue sustituido varias veces en el trascurso del siglo XIX: en la República de la Nueva Granada y el Estado Soberano de Cundinamarca.
Con el establecimiento del Departamento de Cundinamarca, el 5 de agosto de 1886, se abolió el escudo del Estado Soberano y se regresó al modelo de Antonio Nariño.

## Blasonado
El decreto que creó los emblemas para el Estado Libre e Independiente de Cundinamarca, describía el escudo de la siguiente manera :

Acto Legislativo del 17 de julio de 1813

[...] un águila con las alas abiertas, en actitud de emprender el vuelo, con una espada en la garra derecha y una granada en la izquierda. En la cabeza tiene el gorro frigio; en la parte superior lleva la inscripción “VENCER Ó MORIR” y en la parte inferior una leyenda con el nombre “Cundinamarca”.

Según el libro "Don Antonio Villavicencio y la Revolución de Independencia" en su Tomo II, página 45, en el medio círculo superior decía "Gobierno Libre E Independiente", y en contorno del águila llevaba una cadena rota en cuatro pedazos. Es diferente al actual el cual tiene la cadena en 3 partes.

## Evolución del escudo cundinamarqués
|              |                                    |                              |                |
| Estado Libre | Provincias Unidas de Nueva Granada | Departamento (Gran Colombia) | Estado Federal |
| 1813         | 1815                               | 1820 - 1821                  | 1857 - 1861    |

|                 |                 |
| Estado Soberano | Departamento    |
| 1861 - 1886     | 1886 - presente |